# 地球の年齢

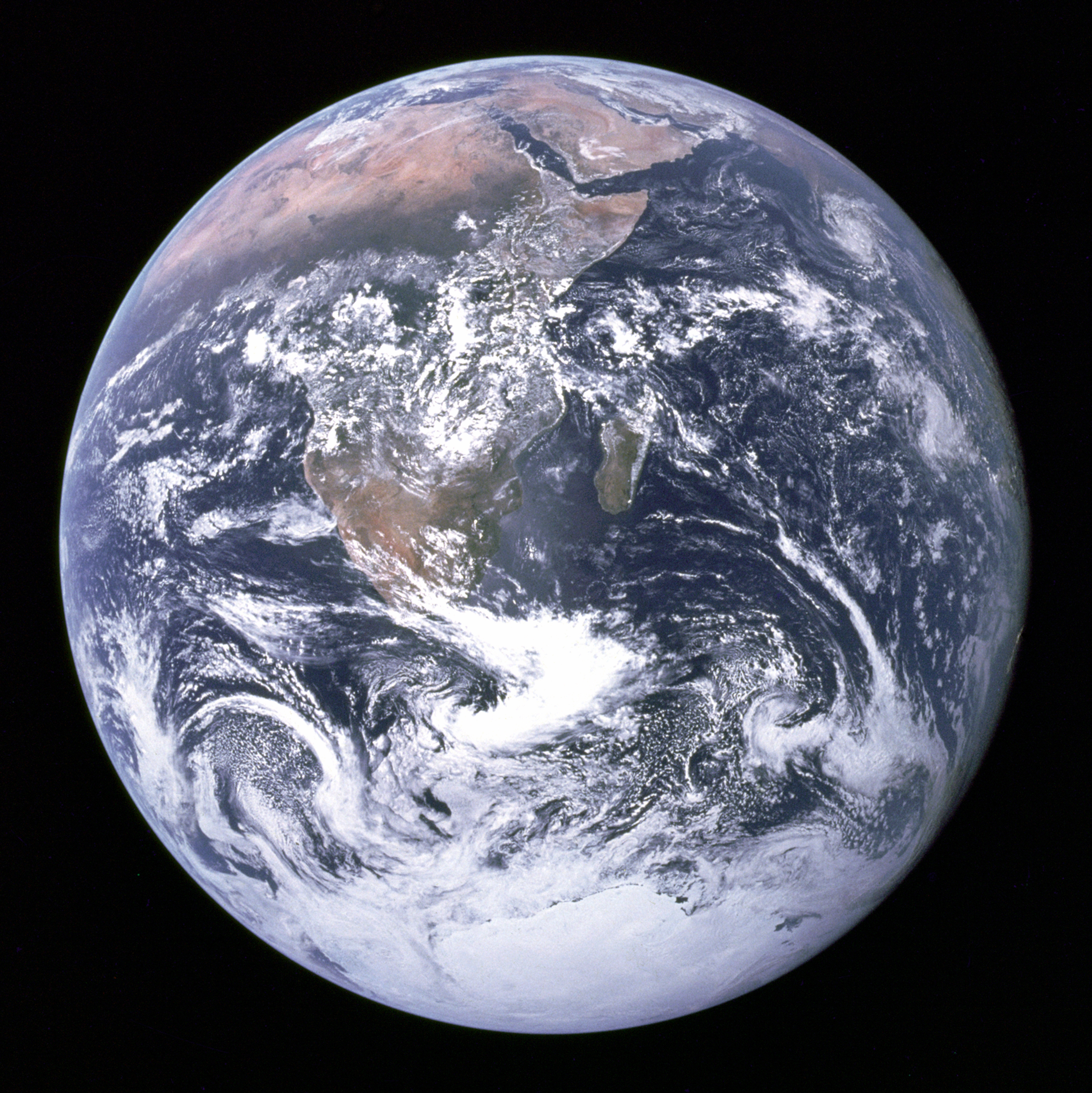
地球

地球の年齢（ちきゅうのねんれい）は、地球誕生から現在までの経過年数である。45.4 ± 0.5億年 (4.54 × 109 年 ± 1%)であると推定されている。この年齢は、隕石の放射年代測定から得られたデータに基づいている。

## 原理
現在、地球の年齢は放射年代測定によって求めるのが一般的である。これは、岩石の中に含まれる放射性同位体の量を調べる方法で、地球の年齢を調べるにはその中でもウラン-鉛法（U-Pb法）、カリウム-アルゴン法（K-Ar法）、ルビジウム-ストロンチウム法（Rb-Sr法）などが用いられる。
放射性同位体はそれぞれ決められた崩壊定数 λ を持ち、時がたつにつれ放射性崩壊によって原子の数を減らしてゆく。現時点での原子数を N、岩石ができた時点（時間 t = 0）の原子数を N0 とおくと、
{\displaystyle N=N_{0}e^{-\lambda t}} …(1)
という式が成り立つ。この式を利用して、岩石の年代 t を求める。
ルビジウム-ストロンチウム法での例を示す。ルビジウムRbの同位体は次のような崩壊を起こし、87Rbが87Srへと変化する。
{\displaystyle {}^{87}{\hbox{Rb}}\;\to \;^{87}{\hbox{Sr}}\;+\;\beta ^{-}}
この87Rbに対して（1）式を用いると、
{\displaystyle {}^{87}{\hbox{Rb}}\ =({}^{87}{\hbox{Rb}})_{0}e^{-\lambda t}} …(2)
となり、これを(87Rb)0について解くと、
{\displaystyle ({}^{87}{\hbox{Rb}})_{0}={}^{87}{\hbox{Rb}}\,e^{\lambda t}} …(3)
が得られる。
一方、現在の87Srの量は、岩石中に元から含まれていた原子数(87Sr)0に、上記の崩壊で87Rbから新たに誕生した原子数(87Rb)0 − 87Rbを加えたものと等しくなるので、
{\displaystyle {}^{87}{\hbox{Sr}}=({}^{87}{\hbox{Sr}})_{0}+({}^{87}{\hbox{Rb}})_{0}-{}^{87}{\hbox{Rb}}} …(4)
(4)に(3)を代入すると、
{\displaystyle {}^{87}{\hbox{Sr}}=({}^{87}{\hbox{Sr}})_{0}+{}^{87}{\hbox{Rb}}(e^{\lambda t}-1)} …(5)
となる。
この式に測定で求めた値を代入すればよいのだが、一般的に同位体の量は絶対値よりも同位体比の形で測定する方が簡単である。今の場合は(5)の両辺を86Sr で割って、
{\displaystyle {\frac {{}^{87}{\hbox{Sr}}}{{}^{86}{\hbox{Sr}}}}=\left({\frac {{}^{87}{\hbox{Sr}}}{{}^{86}{\hbox{Sr}}}}\right)_{0}+{\frac {{}^{87}{\hbox{Rb}}}{{}^{86}{\hbox{Sr}}}}(e^{\lambda t}-1)} …(6)
として、87Sr / 86Sr および 87Rb / 86Sr の測定値を代入する。この式には、t と (87Sr / 86Sr)0 という2つの未知数が含まれているため、岩石の年代 t を求めるには、2個の試料で測定して2つの式を作る必要がある。実際に式から求める際には、複数の測定値をグラフ上にプロットし、その傾きから年代を求めるアイソクロンと呼ばれる方法がとられている。
このような放射年代測定によって求めた地球上の物質のうち、古いものでは、オーストラリア西部で採集された44.04±0.08億年前のジルコンが存在する。ただし地球上の物質は、火山活動の影響などによって絶えず変成を繰り返しているため、地球誕生時の姿をそのまま残している物質を見つけ出すのは不可能に近い。
そこで、地球に落下した隕石の年代から地球の年齢を求める方法がとられている。隕石の安定同位体の組成は、地球の組成とほとんど変わらないため、隕石と地球は同じ元素合成反応でつくられたと考えられている。つまり、隕石の年齢は地球の年齢と同じとみなせる。そのため、隕石に放射年代測定を導入することで地球の年齢が求められている。この方法により、現在では地球の年齢はおよそ45億年ないし46億年と考えられている。

## 歴史

### 古代
古代、地球の年齢について語るのはごく一部の人々に限られた。というのも、古代に伝えられていた様々な神話では、この世界は永遠で、誕生と死を繰り返し、地球も何度も再生するという考え方が多くを占めていたからである。たとえば古代インドでは、約90億年ごとに世界が生まれ変わると考えられていた。古代ギリシャのストア派も、世界はやがて滅びまた再生されると考えた。またアリストテレスは、世界は滅びることなく永遠に続くと考えた。
その中で例外的にキリスト教の世界では、天地創造からアダムとイヴの誕生、さらにそこから最後の審判に至るまで、繰り返されることのない直線状の歴史が語られている。そのためキリスト教徒の中から、旧約聖書の創世記を元に地球の年齢を計算する人物が現れはじめた。最初にこれを実行したとされているのがアンティオキアの第6代主教テオピロスである。テオピロスは169年、この方法によって地球創世は紀元前5529年と計算した。また、ユリウス・アフリカヌスは、キリストの誕生を天地創世から5500年後とし、現在の地球はそこから500年続くと計算した。

### ビュリダンによる推定
聖書から地球の年齢を読み解く動きはその後も続いたが、その結果は、地球の年齢を6000年未満とするのがほとんどだった。当時、最後の審判は天地創造からおよそ6000年後に起こると信じられていたので、地球の年齢をそれより古く設定することはできなかったのである。
一方で中世では、別の方法から、地球の年齢は6000年より古いのではないかとする考えもあった。たとえば1000年前後に活躍したアラビアの学者アルハゼンは、山地の地層に魚の化石があることから、海で死んだ魚に堆積物がたまってさらにそれが隆起して山になるには非常に長い時間がかかるのではないかと考えた。
また、世界は周期的に繰り返されるという考え方も、中世では影響力を持っていた。当時、夜空に見える恒星は3万6000年周期でゆっくりと回転することが知られていた。そのため、地球の現象もこの周期に従うと信じられていたのである（現在、この恒星の動きは地球の歳差運動によるものと説明されている。また、周期はおよそ2万6000年である）。また12世紀になると、世界は永遠に続くというアリストテレスの考え方がヨーロッパに伝わるようになった。
14世紀の著述家ジャン・ビュリダンは、3万6000年周期説に反対した。海が陸地になったり、あるいは陸地が海になったりといった動きが36,000年周期で起こるなら、たとえば4000年前の地球は海岸線が今とまったく異なっているはずだから、そのような記録は残っていない。さらに、星の周期が3万6000年といっても、それは恒星に限った話であって、惑星を含めたすべての星が同じ場所に位置するのは、おそらく数億年に1度だろう、したがって3万6000年という数字に大きな根拠はないと考えた。

### 宗教改革

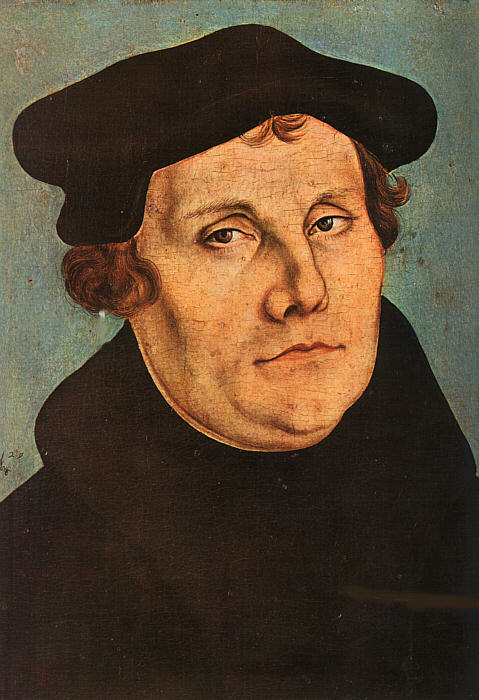
聖書から地球の年齢を読み解いたマルティン・ルター

14世紀後半になると、ヨーロッパでペストが大流行し、2500万人ともいわれる死者を出した。また、1378年に起こったローマ教会の大分裂などの出来事も相まって、世界の終わりは近いという思いが広まっていった。
さらに16世紀には宗教改革が起こり、旧来の教会に対する批判が高まった。そしてプロテスタントは教会批判のよりどころとすべく、聖書を注意深く読むようになり、批判を受けたカトリックも同様に聖書を読むようになった。
こうして人々の聖書や歴史への関心が高まった結果、聖書から地球の年齢を求める動きが再びさかんになった。マルティン・ルターは聖書を元に、天地創造の年を紀元前4000年とした。ジェームズ・アッシャーは年代紀を出版し、その中で天地創造の年を紀元前4004年10月23日前夜（土曜日）と記述した。この紀元前4004年という数字は欽定訳聖書にも注釈として書き加えられたため、英語圏の人々には広く知れわたるようになった。欽定訳聖書の記述は19世紀まで残った。また、ケンブリッジ大学副総長のジョン・ライトフットは天地創造を紀元前3928年として、アダムは午前9時に誕生したと求めた。
しかしこのように聖書の日付を文字通りにとらえることには批判もあった。これは、インドや中国では自分たちより古い歴史を持っているがノアの方舟での洪水などについて記録されていないということが、実際にそこに出向いた宣教師たちによって伝えられたことも原因としてあげられる。また、神の時間を人間の時間と一緒に扱ってはならないとの主張も見られた。たとえばイマヌエル・カントは1754年、「特定の時間内に経過した人間の一連の世代を、神の偉大なる創造物の年齢を測る尺度として用いようとするのは、最大の過ちである」と記している。

### 近代科学の誕生
一方で、地球の成り立ちについて聖書にとらわれない形で考察する動きもあらわれてきた。その嚆矢は1644年に出版されたルネ・デカルトの『哲学原理』とされている。その後、ロバート・フックやゴットフリート・ライプニッツも化石の研究などから地球の形成を考えたが、地球の年齢について記したのはフランスの外交官ブノワ・ド・マイエだった。
ド・マイエは、自らの死後の1748年に匿名で出された書『テリアメド』（Telliamed）で自らの考えを示している（本のタイトルはド・マイエ（de Maillet）を逆から読んだもの）。それは、昔の地球は海で覆われていて、その水が徐々に減少していったというものである。そしてド・マイエは、水が減少するには50万年の時間を要すると記し、地球の年齢を20億年と推定した。しかしド・マイエの主張は受け入れられなかった。それは、同書には、男女は雄の人魚と雌の人魚が姿を変えたものだ、などといった荒唐無稽な主張も書かれていたことも原因と考えられている。
また、別の発想として、生まれたばかりの地球を熱い火の玉のような存在と仮定して、それが徐々に冷えることで現在の地球になったと考えることもできる。アイザック・ニュートンは1687年の著書『自然哲学の数学的諸原理（プリンキピア）』で、地球と同じ大きさの鉄球が冷却されるのには5万年以上かかると記している。

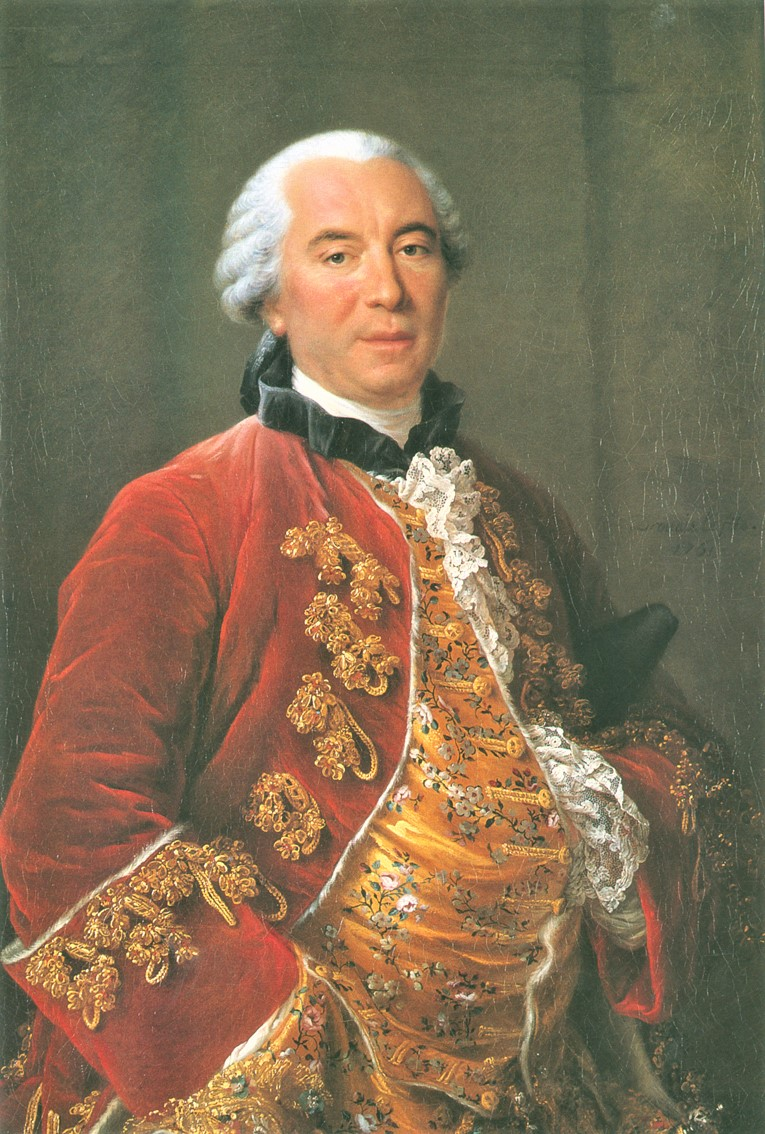
ビュフォン伯

フランスの博物学者ジョルジュ＝ルイ・ルクレール・ド・ビュフォンは、このニュートンの記述を実験によって確かめた。ビュフォンは、太陽に彗星が衝突して、その時に飛び出した物質が地球になったという考えを持っていた。そこで、実際に鉄球を熱して冷却時間を計り、地球の大きさの鉄球が現在の温度まで下がるには9万6670年と132日かかるという結果を得た。しかし地球は鉄球ではないため、次に「ガラス、砂岩、硬石灰石、大理石および鉄分を含んだ物質」を考えた。さらに、地球は冷えている間にも太陽や月からの熱の影響を受けるため、それも考慮に入れなければならない。こうしてビュフォンは150ページにわたる計算の結果、地球の年齢を7万4832年と導き出した。
この数値は1778年に出版された『自然の諸時期』に記されている。ただしビュフォンは、この数値では海が広がり堆積層が形成されるには短すぎると考えており、原稿には300万年、1000万年といった数値も書かれている。結局、このような大きな数値は我々には理解することができないとして、「われわれの知性の限界力に合わせるために」出版物としてはこうした数値は記載しなかった。しかし、実際に記載された7万数千年という数字も、地球の年齢は6000年という考えが一般的だった当時の神学者にとっては、受け入れがたいものだった。
ビュフォンの研究はジョゼフ・フーリエによって発展された。フーリエは熱伝導方程式を作り、地球が冷えるまでの年月を計算しようとした。フーリエによる計算結果は残されていないが、実際にフーリエの式から地球の年齢を求めると1億年という数字が得られる。

### 地質学の発展

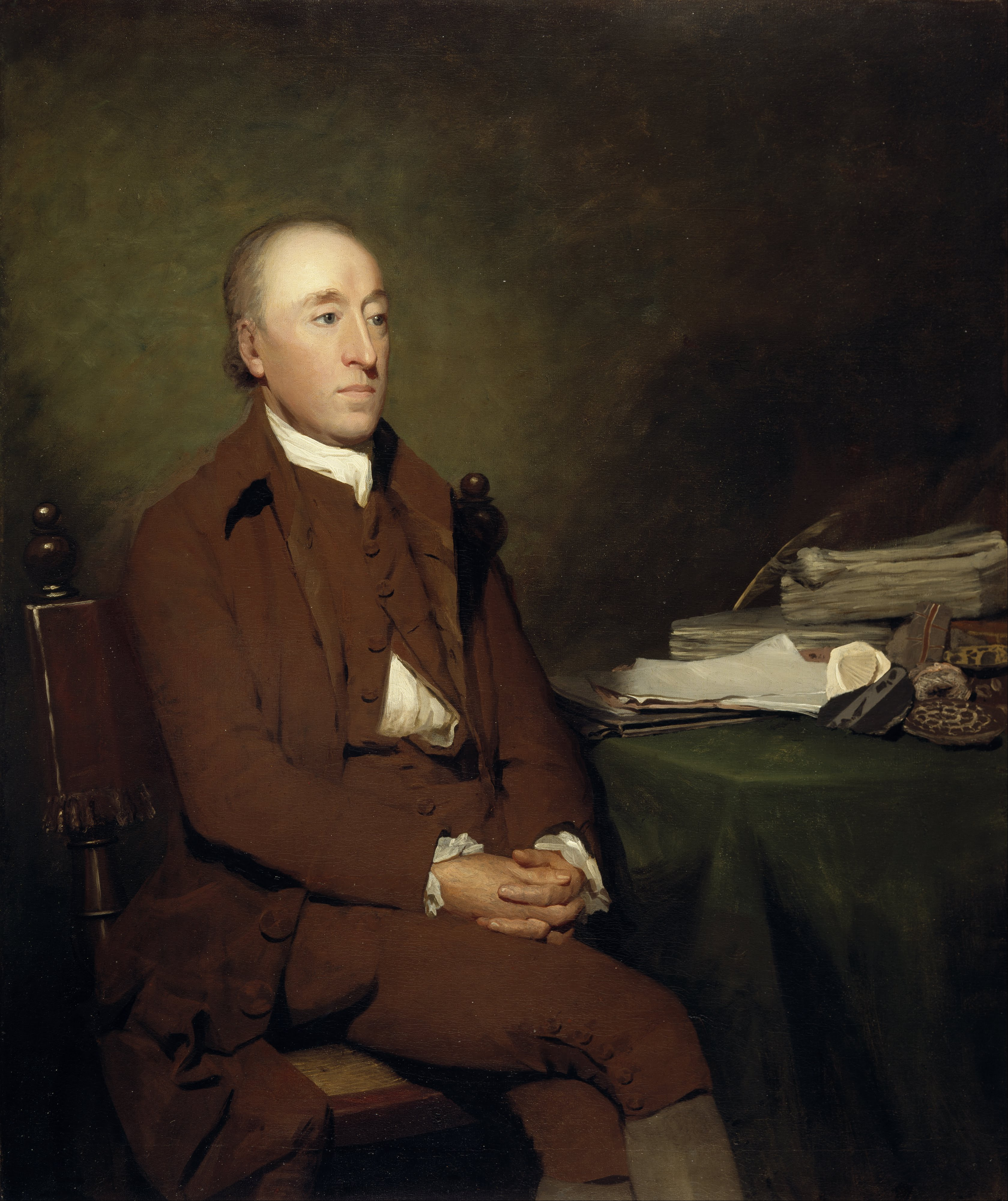
地質学への貢献が大きいジェームズ・ハットン

18世紀後半、地質学の世界ではアブラハム・ゴットロープ・ウェルナーの水成説が知られていた。これは、地球はかつて大洋に覆われていて、その時に海底で今の地形が形づくられ、やがて水が引いて大陸となったという説である。
ジェームズ・ハットンは1785年にエディンバラ王立協会で発表した論文でこの水成説を否定するとともに、自説を披露した。それは、地球内部の熱によって地面が押し上げられ、それが海面から上に出て陸地となったというもので、火成説と呼ばれている。花崗岩は水中で堆積によってできたのではなく、マグマが冷えて固まったものである。そして陸地はやがて浸食作用を受ける。ハットンはここで時間について着目した。現在のような地層が見られるということは、地球は現在まで浸食と隆起を何度も繰り返してきたということである。それだけの作用が起きる年月というのは非常に長く、人間の観察できる範囲を超えている。「したがって、人間が観察できるかぎりにおいて、世界に始まりはなく、終わりもない」。
ハットンの説は、地球の年齢を6000年とする、当時主流だった考えとは明らかに相反するものであった。ハットンはその後、シッカーポイントの観測により自説が正しいことを確かめ、1795年には自らの理論を著書『地球の理論』としてまとめたが、この理論はハットン存命中には広く伝わらなかった。
しかし1802年、同僚のジョン・プレイフェアはハットンの理論をまとめた『ハットンの地球理論の解説』を出版し、ジェームズ・ホールは1804年から1805年にかけて、実験によってハットンの理論の正しさを証明した。そして、チャールズ・ライエルは実地での観測などによりハットンと同じ考えを抱くに至り、1830年、著書『地質学原理』を出版した。同書では、地球の年齢は測り知れないほど古いということが記されている。ライエルはさらに、地球は定常状態にあり、現在地球で起きている火山活動や堆積、浸食といった現象は、過去においても同じ内容、同じ規模で起こっていたと主張した。これは後に斉一説と呼ばれるようになる。『地質学原理』は当時のベストセラーになり、後の時代にも影響を及ぼすようになる。
一方でジョルジュ・キュヴィエは、過去の地球には数度の天変地異が起こったとする天変地異説を唱えた。この説によれば、天変地異のたびに生物のほとんどが絶滅し、その化石が異なる地層の中に現れる。そしてノアの方舟に描かれた天変地異が最後の天変地異である。天変地異説は、6000年以上前に生命が存在していたことを説明でき、しかも聖書の記述とは矛盾しないため、一時期は支持する人が多かった。キュヴィエの弟子らはこの考えを発展させ、天変地異により生命は絶滅し、その都度天地開闢により生命が創造されたと考えた。しかし、斉一説の登場とともに天変地異説は支持を失った。

### ウィリアム・トムソン（ケルヴィン卿）の理論

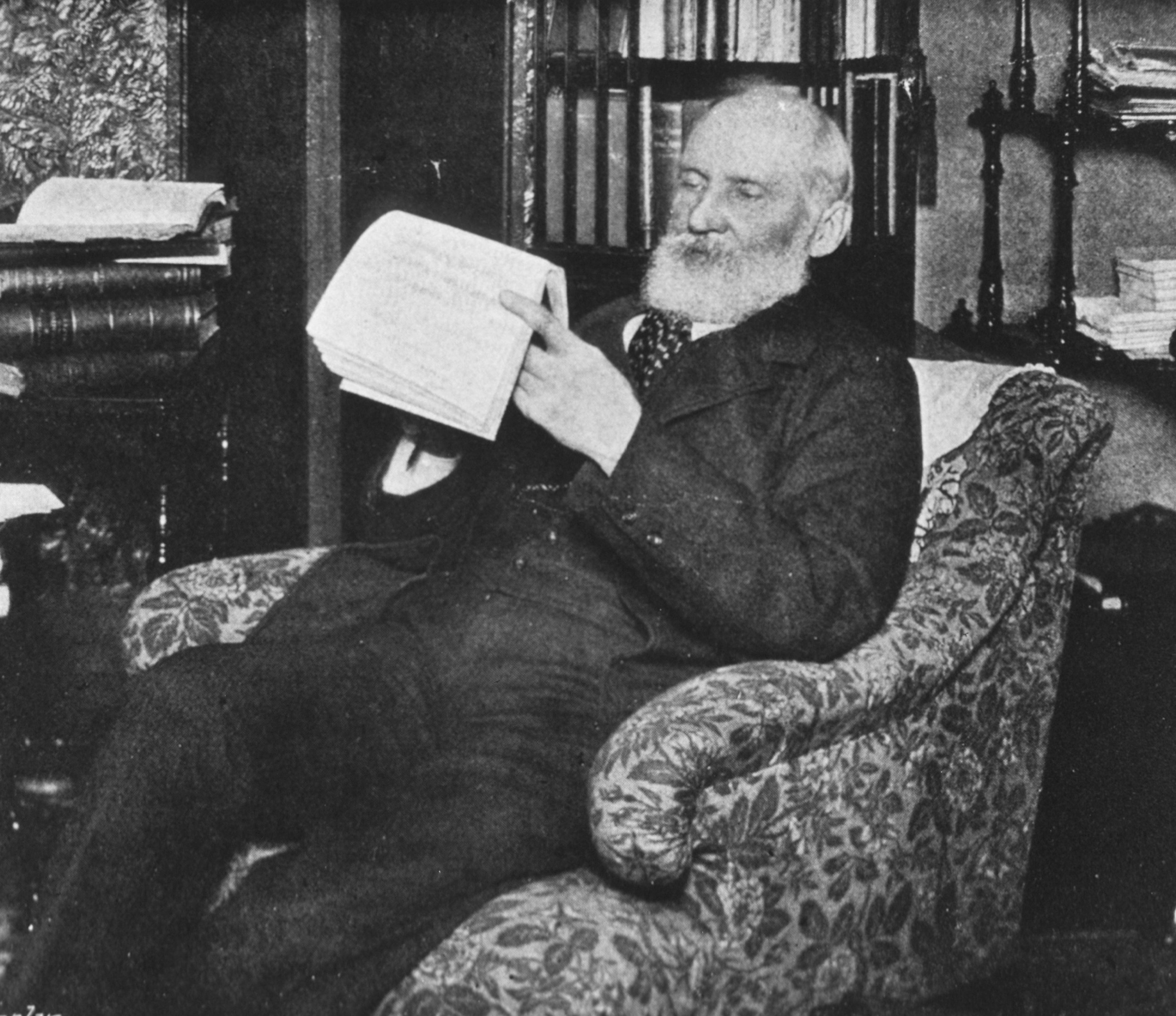
物理学者ウィリアム・トムソン（ケルヴィン卿）

『地質学原理』が広がることで、地質学者の間ではハットンやライエルの考え方が一般的になってきた。しかし物理学者の中には、地質学者の主張に異を唱えるものも現れた。その代表がウィリアム・トムソン（ケルヴィン卿）である。
トムソンは1862年の論文で、斉一説に次のように反論した。原初の地球は今よりももっと熱い星だった。したがって地球の火山活動なども昔の方が活発であるはずで、現在と同じ活動が過去にも同じ規模で繰り返されたとするのは不適切である。ライエルは『地質学原理』において、地球内部では化学反応によって熱が生み出され、その熱による熱電流によって化合物が分解され、それがまた化学反応して熱に変わるという工程が繰り返されると主張しているが、それは永久運動であって熱力学の基本法則に反する。
そしてトムソンは同論文で、具体的に地球の年齢を計算した。方法は、地球が冷却されるまでの時間を求めるというものである。この計算には、地面の深さに応じた温度の変化率、岩石の熱伝導率、地球内部の初期温度の3つの値が必要になる。このうち温度の変化率は、平均で50フィート（27.4メートル）深くなると1℃上昇することが知られていた。熱伝導率は自分で測定して求めた。残りの初期温度は直接求めることができない。そこでトムソンは、地球が固体化した時点では、地球の温度はどこでも同じであると仮定した。その仮定のもとでは、地球内部の初期温度は岩石の融点と同じになる。こうして3つの値を手に入れたトムソンは、計算の結果、地球の年齢を9800万年、不確定要素を考慮に入れると2000万年から4億年の間と見積もった。
さらにトムソンは、太陽の年齢も計算した。トムソンは太陽と地球は同時期に誕生したと考えていたため、太陽の年齢は地球の年齢を知る上で参考になる。その太陽だが、一体何をエネルギーとして輝き続けているか、当時は明らかではなかった。化学エネルギーが源ならば、太陽は数万年で燃え尽きてしまう。そこで、隕石が太陽に衝突することでエネルギーが発生するという説が出され、トムソンも一時期それを検討したが、これによって得られるエネルギー量も十分ではないことが分かった。次にトムソンが考えたのが、太陽の重力エネルギーである。これは、太陽を構成している物質は太陽のまわりを雲のように覆っていて、それが重力によって太陽の中心に向かって落下してゆく、その運動エネルギーが熱に変わるというものである。つまり太陽は収縮しながら燃焼を続けているということである。
この説はもともとヘルムホルツによって出されたものだが、トムソンは実際に熱量を計算し、そこから太陽の年齢を2000万年と見積もった。データの誤差も考慮に入れたうえで、トムソンは1862年の論文で次のように記した。
こうしてトムソンは、地球と太陽の年齢について、別の方法から、おおよそ似た値を導き出した。そのうえトムソンは、潮の満ち引きによる摩擦で地球の自転速度が遅れることに着目し、ここからも地球の年齢を求めようとしたが、結果的にこの方法では正確な値を求めることは難しいことが分かった。
こうしたトムソンの研究は、地質学者に大きな反響を与えた。トムソンの主張に賛同する学者も多かった。当時トムソンは物理学者としての名声があり、主張の内容も、当時の物理学では反論するのが難しかったからである。ジョン・フィリップスは独自に地球の年齢を9800万年と導いていたためトムソンに賛同した。アーチボルド・ゲイキーは、地球の活動はその量も内容も昔と今とでは変わらないとするライエル式の斉一説に反対し、地球の年齢も1億年以内に収まるとした。ジェームズ・クロールも、トムソンが導いた地球の年齢を受け入れた。
一方、進化論を提唱したチャールズ・ダーウィンにとっては、トムソンの研究結果は悩ましかった。トマス・ヘンリー・ハクスリーが「生物学は地質学から時間を取り込む」と述べているように、ダーウィンの進化論が誕生するにはライエルが主張したような長い年月が必要だったのである。実際、ダーウィンはライエルの『地質学原理』を読んでおり、『種の起源』初版では、地球の年齢は第三紀だけでも3億年以上あると推定していた（のちに誤りを指摘されて削除した）。ダーウィンは1869年にアルフレッド・ラッセル・ウォレスに宛てた手紙で、「世界の年齢が若いというトムソンの見解はここのところ私の最も心の痛むトラブルの1つです」と書いている。そのウォレスは、過去は地球軌道の離心率が現在よりも大きく、その結果昔は気候の変化が激しく生物の変異も多かったとして、地球の年齢が1億年だとしても地質史的・進化史的に見て問題ないと主張した。
この時点でトムソンに反対した人物としては、生物学者のトマス・ヘンリー・ハクスリーがいた。ハクスリーは、トムソンが批判しているような絶対的な斉一論者は現在では存在しないのでトムソンの批判は的外れだとして、さらに、トムソンが出してきた数字は範囲があいまいなので、地球の年齢ももっと延長することだってできると主張した。

### トムソンによる年代修正
一部に批判もあったが、全体的に見て、トムソンの地球年齢1億年説はおおむね受け入れられる傾向にあった。ところがトムソンは、自らの手によってこの年齢に修正を加えた。
まずトムソンは1887年の論文で、太陽の年齢について、「過去において太陽が2000万年以上地球を照らし、未来において500万-600万年以上も照らすと期待するのははなはだ軽率だ」と主張した。このように年齢を修正したのは、太陽の輻射量のデータを最新のものにアップデートしたことによるものである。次いで1895年の論文では、地球の年齢を2400万年とした。これは岩石の融点を下げたことによるもので、1893年にキング(C.King 1842-1901)が発表した論文に基づいている。
このようにトムソンは地球の年齢を約1億年から約2400万年に若返らせたのであるが、これには地質学者の多くが反対した。このとき地質学者が計算していた地球の年齢としては、ジョン・ジョリーによる、海洋のナトリウム量から算出する方法が知られていたが、その結果は9000万年から9940万年というものだった。地質学者が集めたデータでは地球年齢2000万年代説に対応できない。以前はトムソンに賛同していたゲイキーも反対側に回った。
また、ジョン・ペリーもトムソンに反対した。ペリーは元々トムソンの助手であったが、1894年に執筆した論文においてトムソンの論法に疑問を呈した。トムソンは地球の熱伝導率がどこでも同じという仮定のもとで計算しているが、仮に地球内部の熱伝導率が外側よりも大きかったとすると、地球の年齢はトムソンが計算したものよりもずっと大きくなるのである。
このペリーの論文については、はじめトムソン派のピーター・ガスリー・テイトが反論したが、その後トムソン自身も応答している。トムソンは1894年に書かれた応答では、自分は地球の年齢を2000万年から4億年と見積もったが、上限をもっと長くとって40億年にすべきだったかもしれないと述べた。しかし太陽については2000万年以上輝き続けることはあり得ないと述べている。翌1895年の論文では、地球の年齢についての譲歩も引っ込め、先述のように、地球の年齢は2400万年としている。
ペリーはこれを受けて1895年、ネイチャーに論文を発表した。ここでは、地球内部の状態については不確定要素があるから、現在の地球物理学では地球の年齢について上限を設けることはできないと記されている。

### 放射能の発見

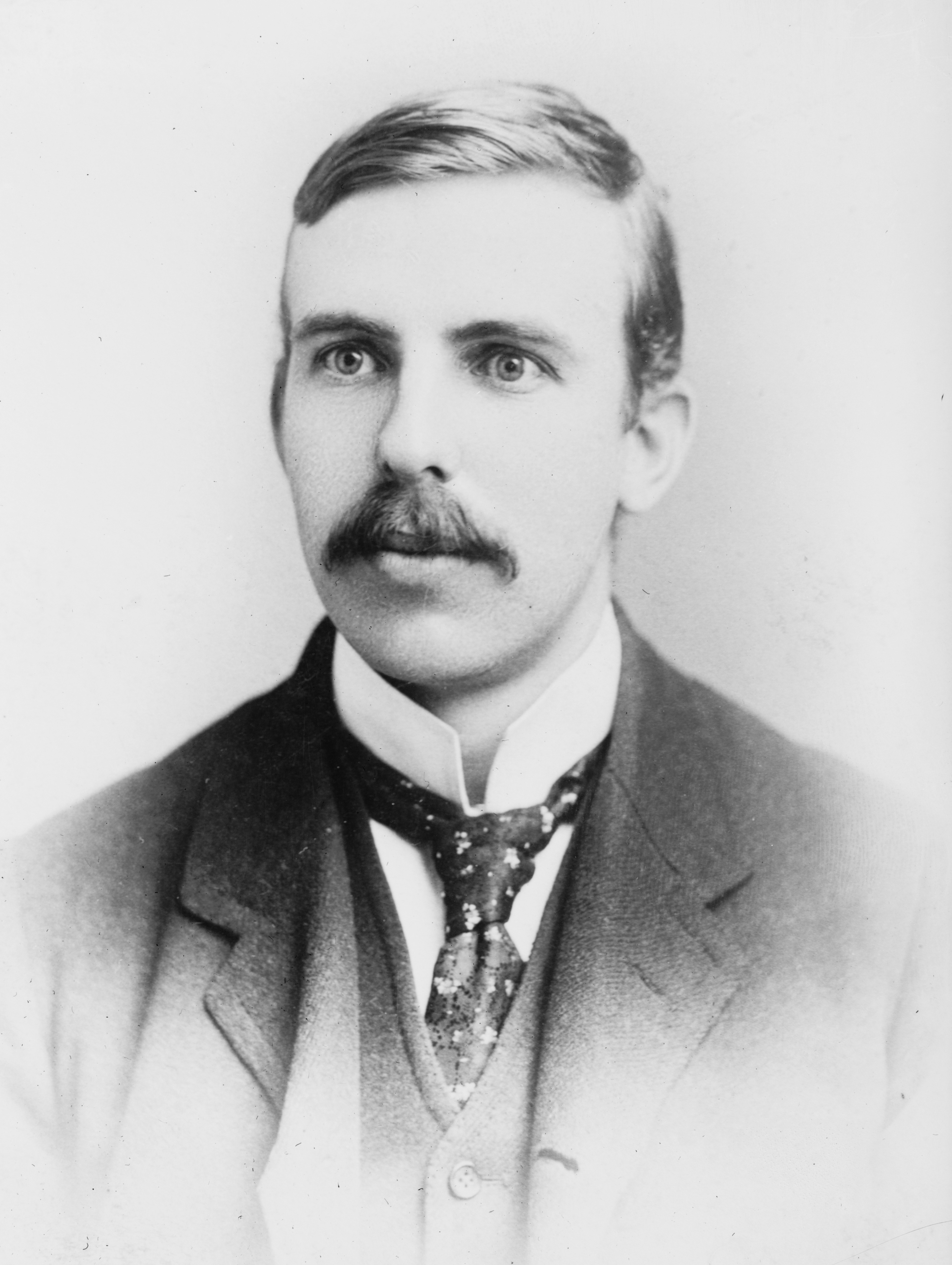
アーネスト・ラザフォード（1908年）

1895年、物理学者アンリ・ベクレルはウランから放射線が発生していることを発見した。1897年にはマリー・キュリー、ピエール・キュリー夫妻が、この放射線はウランが他の元素と化合することで発生するのではなく、ウランそのものから直接出ていることを確かめた。さらに1903年、ピエール・キュリーとアルベール・ラボルドは、ラジウムは放射線を出すときに大量の熱を発生することを発見した。
この発見は地球の年齢について大きな意味を持った。トムソンは、地球は時とともに一方的に冷却されるという前提で地球の年齢を算出したが、地球の内側で新たに熱が発生しているとなると、この年齢は延びることになる。ジョン・ジョリーはさっそくこの現象を地球に応用し、また、アーネスト・ラザフォードもこの問題を研究した。ある学術誌はラザフォードの研究結果から、「滅亡の日、先送りされる」と見出しをつけた。
またラザフォードとフレデリック・ソディは1902年、放射性物質は放射線を出すと別の元素に変わることを発見した。さらに彼らはその後の研究で、ラジウムは崩壊するときにヘリウムを発生させること、その崩壊は時間ごとに一定の割合で起こることを発見した。つまり岩石に含まれるウランは時がたつと量を減らし、代わりにヘリウムの量が増える。よって岩石中のウランとヘリウムの割合を調べれば、その岩石が何年前に作られたものか明らかになる。ラザフォードはこの研究を続けた。ある日ラザフォードは大学のキャンパス内にいた地質学者に、地球の年齢について尋ねてみた。相手が「1億年」と答えると、ラザフォードは、「この瀝青ウラン鉱のかけらは7億歳なんですよ」と言った。
一方トムソンは、1907年に亡くなるまで自説を捨てなかったといわれている。トムソンは、当時宇宙空間に満ちていると信じられていたエーテルが、放射性物質にエネルギーを供給することで熱を出していると考えた。彼は後にこの説を撤回したが、放射性崩壊については否定し、論争を続けた。論争に参加したソディは、「放射性物質の研究をしたこともない人間（トムソンのこと）の意見と、ずっとしてきた人の意見に、同じ重みがあると世間の人々が信じ込まされてしまうとすれば、至極残念な話である」とコメントした。
ラザフォードはそれに先立つ1904年、王立研究所の講演でトムソンと対面した。ラザフォードはその時の様子を次のように語っている。

### 放射性年代測定の受容
ロバート・ストラットは、ウランとヘリウムの量から地球の年齢を見積もる方法の欠点を指摘した。ヘリウムは気体なので、分析しているときに空気中に逃げてしまい、すべてのヘリウム量を計れていない。そのため本当の年齢は、この方法で求められる値よりも長いはずである。
1907年、バートラム・ボルトウッドは、ウランを含む岩石には大量の鉛が存在していることを発見した。このことから、ウランは放射性崩壊を繰り返し、最終的に鉛になることが明らかになった。
したがって、ヘリウムの代わりに鉛の量を測定することで地球の年齢が求められる。ボルトウッドはこれを測定し、最も古い岩石の年齢としておよそ16億4000万年という結果を得た。一方、ジョージ・ベッカーやジョン・ジョリーのように、こういった大きな値は堆積物の記録から得た値と一致しないとする学者もいた。ジョリーは、放射性崩壊の速度は、昔の方が今より何倍も速かったのではないかと述べた。
物理学者はこういった意見に与しなかったが、ウランと鉛の量から年代を求める方法にも懸念事項があった。この方法では、岩石中の鉛はほぼすべてウランの崩壊でできたものとして計算しているが、仮に岩石中に元から鉛が含まれていたとしたら、本当の年代は求めた値よりも若くなる。すなわち地球の年齢を求めたいならば、元からある鉛と、ウランの崩壊でできた鉛を区別しなければならない。
この問題はソディによる同位体の発見によって解決へと向かった。鉛には238Uの崩壊でできる206Pb、238Thの崩壊でできる208Pb、そしてそれ以外の207Pbの3種ある（現在では、207Pbは235Uの崩壊でできることが分かっている。また現在では、自然界に存在する鉛として、他に204Pbが知られている）。そのため、これらの比率から地球の年齢が計算できる。この研究はアーサー・ホームズによっておこなわれた。ホームズは16億年という数字を主張したが、同位体の量を正確に計るのは当時の科学では難しく、解決するのは1930年代に入ってからだった。
その間の1921年、英国学術振興会で、地質学者、物理学者、天文学者が集まって、地球の年齢に関する討論が開かれた。かつてトムソンが主張していた地球の年齢に地質学的につじつまを合わせようとしていた学者は、放射年代測定によって与えられた長い年齢を持てあましぎみなところもあったが、最終的には地球の年齢は約15億年ということでおおむね合意が得られた。翌1922年にはアメリカ哲学会でも会議がおこなわれ、同じような結論でまとまった。

### 同位体研究の発展

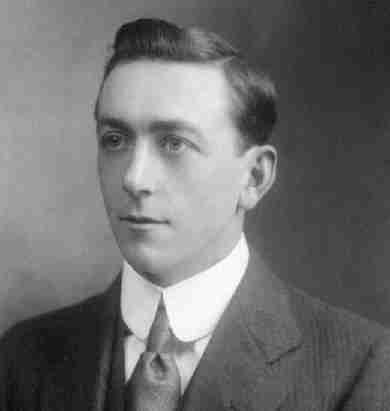
放射年代測定の先駆者、アーサー・ホームズ

フランシス・アストンは、同位体の存在が発見されたときから、原子量によって同位体を分離できる質量分析器の開発にたずさわっていた。そして1927年、この装置を使って鉛の3つの同位体206Pb、207Pb、208Pbを同定することに成功した。さらにその後、ウランには238Uのほかに235Uがあり、207Pbは235Uが崩壊することで生み出されることが分かった。1936年にはアルフレッド・ニアーが、鉛には安定した同位体の204Pbが存在することを発見した。
ラザフォードはこれを地球の年齢に応用してみた。235Uは238Uと比べてはるかに量が少ない。仮に、元々235Uと238Uは同じ量だけあって、235Uは崩壊速度が速い（半減期が短い）ために割合を減らしていって現在の量になったと考えると、計算上、地球の年齢は34億年となる。しかしラザフォードが出したこの年齢は、不確実な点があったことや、計算結果が当時としては信じられないくらい大きな値だったこともあって、広まることはなかった。
1930年代後半から1940年代前半にかけて、ニアーは様々な地域の岩石の年代測定をおこなった。これまでの研究で、ウランから鉛の崩壊には238U → 206Pb と 235U → 207Pb 
の2種類あり、2つの崩壊速度は異なることが分かっていた。そして204Pbは安定した同位体である。したがって、204Pbを基準にして、206Pbと207Pbの増えた割合を調べれば年代が分かる。この方法は鉛-鉛法と呼ばれている。
ニアーは鉛-鉛法の測定から、カナダのヒューロン鉱山産の岩石の年代を22億年と計算した。この数字は今までの地球の年齢の推計値よりも大きな値だったため、ニアーは1年後に別の岩石で再試してみた。すると25億7000万年という、前回よりも大きな値が得られた。ニアーは心配になり、「試料の1つはこれまで研究したところではいちばん古く、20億年に近い年代値を持つようである」と、控えめに主張した。
ニアーが心配したわけは、当時、宇宙の年齢は20億年といわれていたからである。この数字では地球は宇宙よりも古いことになってしまう。ニアーはその後、事情によりこの研究から離れたが、ニアーと連絡を取り合っていたホームズは、ニアーのデータを確認したうえで、この結果は正しく、宇宙の年齢を改めるべきだとの考えに到った。さらにホームズは、調査に使ったペグマタイトは地層の中では若い岩石で、海底に堆積物がたまってからペグマタイトが形成されるまでには年月がかかるから、地球の年齢はもっと古くなると考えた。

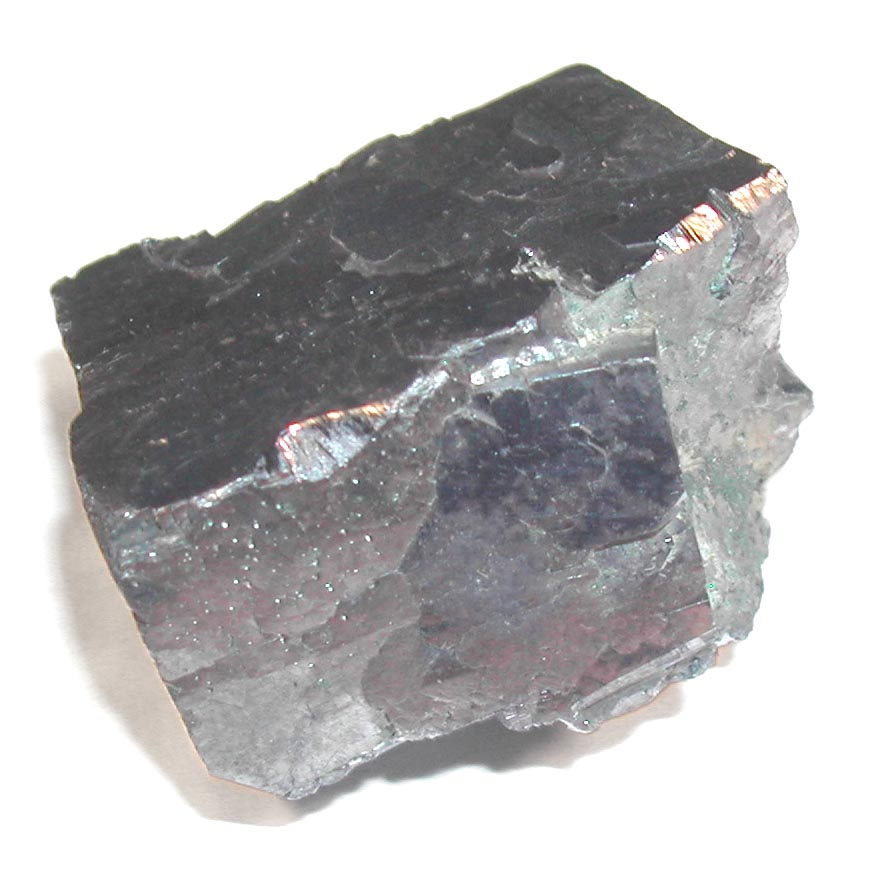
方鉛鉱

1940年代、E.K.ガーリング、ホームズ、フィーゼル・フーテルマンスの3人はそれぞれ独立に、似た方法で地球の年齢を算出した。204Pbに対する、206Pbと207Pbの割合は時がたつにつれ増加してゆくが、岩石中に含まれる鉛がウランを含まない方鉛鉱の形で鉱床を形成すれば、ウランの崩壊は起きないので、204Pb、206Pb、207Pbの割合はそれ以後変化しない。つまり方鉛鉱の3つの鉛同位体比は、その方鉛鉱ができた年代の同位体比をそのまま保存しているはずである。この方鉛鉱ができた年を求め、アイソクロンを使うことによって、地球の年齢が求められる。1942年にガーリングは地球の年齢を39億5000万年以上と求め、1946年にホームズは30億1500万年、フーテルマンスは29億年と求めた。発表したのはガーリングが最も早かったが、この論文はロシア語で書かれていたこともあって注目されなかった。そのためこの手法は現在、ホームズ・フーテルマンスモデルと呼ばれている。
ただし、この時代の同位体比測定精度は良いとはいえず、後年、ホームズやフーテルマンスのデータには誤りがあることが明らかになった。しかし方鉛鉱の同位体比に着目したことやアイソクロンを使用したことは画期的であり、この方法は隕石による年代測定の際にも生かされることになる。

### 隕石による年代測定とその後の進展

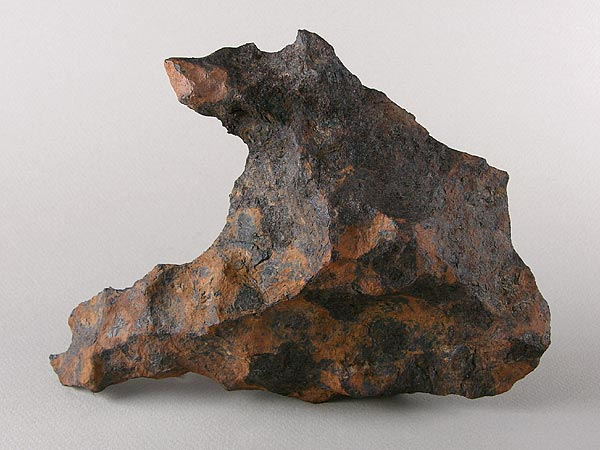
キャニオン・ディアブロ隕石

クレア・パターソンは、鉄隕石にはウランがほとんど含まれていないため、地球が誕生した当時の鉛同位体比がそのまま保存されていると考え、鉄隕石の鉛同位体比の測定に関して研究した。そして1956年、アリゾナで採集されたキャニオン・ディアブロ隕石の鉛同位体比と、現在の花崗岩と玄武岩の値を比較することで、地球の年齢について、45億1000万年、45億6000万年という2つの値を導き出した（フーテルマンスも同じ時期に似た値を導いている）。
これ以後、新たに発案されたルビジウム-ストロンチウム法などによっても測定されたが、数値に関して大きな差異はないため、現在ではおおよそ上記の値が隕石の年齢として認知されている。
ここで問題となったのが、果たして地球と隕石は同じ起源を持つと考えてよいのかという点である。パターソンは、深海堆積物は長年にわたって近くから岩石を削り取ったものの集まりなのだから、これを地球の地殻物質の平均と考えてよいとした。そして深海堆積物における鉛の同位体比は隕石で求めたアイソクロンと同じ線上に乗ることを確かめた。このことによって、地球と隕石は同じ物質から形成されたと結論づけた。
しかしその後のデータから、深海堆積物の鉛同位体比は、地球や地殻物質の平均値とはみなせないとの研究結果が出てくるようになっている。
代わって、キセノン、ヨウ素、プルトニウムの同位体比から地球と隕石の関係を求める動きもある。1960年、ジョン・レイノルズは隕石中にexcess 129Xeを発見した。その後、これは129Iが放射性崩壊したものであることが確かめられ、実際に隕石に129Iが含まれていることも確認された。
129Iは太陽系誕生以前の超新星爆発で作られたものである。このことから隕石は、原始太陽系星雲の誕生から数千万年程度までの期間に形づくられたことを示している。
一方、現在の地球ではヨウ素はほとんど127Iであるが、過去には129Iも相当量存在していたと考えられている。カート・マルティは1976年隕石と地球大気の分析結果から、現在の地球大気に含まれる129Xeのうち約5.2％は、129Iの崩壊で生まれたものだと発表した。さらに五十嵐丈二は1995年、地球大気中の136Xeには、244Puの核分裂から生まれたものが2.8±1.3%含まれていることを確かめた。
以上のデータを元に、地球誕生時の129Iと244Puの量を求めることで、地球と隕石の比較ができる。その結果、129I - 244Puグラフ上で、地球と隕石は同じ直線状に乗り、さらに地球は隕石誕生から約1億年後に誕生したという結論が得られた。ただし、地球大気の他の希ガスに対するXeの割合は隕石のそれに比べて極端に低いという特徴があり、それを考慮に入れると地球の誕生は隕石誕生から数千万年後となる。
また、ハフニウムとタングステンの同位体比の研究から、隕石が誕生してから地球のコアが形成されるまでに1億年程度の年月があったのではないかと考えられている。